# Constantin Schreiber
Constantin Schreiber (Cuxhaven, 14 de junio de 1979) es un periodista alemán y presentador  de Tagesschau. Ha trabajado con ARD-aktuell desde enero de 2017 y modera las ediciones de Tagesschau y Nachtmagazin . Desde el 4 de enero de 2021, Schreiber presenta la edición principal del Tagesschau a las 20h. Fue galardonado con el Premio Grimme en 2016 por moderar el programa n-tv germano-árabe Marhaba - Ankommen in Germany.

## Vida y carrera como periodista
Schreiber nació en Cuxhaven y creció en Wilhelmshaven. De adolescente pasó mucho tiempo en Siria, donde aprendió el idioma árabe. Después de graduarse de la escuela secundaria, hizo una pasantía en una oficina comercial en Port Said .
Luego, Schreiber comenzó a estudiar derecho (1998-2002), que completó con el primer examen estatal de derecho.  2004-2006 realizó una pasantía periodística en Deutsche Welle. Mientras tanto, gracias a una beca de Reuters , pudo estudiar en la Universidad de Oxford. En 2006, Schreiber trabajó como reportero para el diario libanés Daily Star en Beirut .  Entre otras cosas, escribió informes sobre Hezbollah y acompañó a los trabajadores humanitarios internacionales en la retirada de minas terrestres en el sur del Líbano . Schreiber organiza exposiciones fotográficas en Europa, Oriente Medio y África. En 2009 viajó con otro fotógrafo al lago Chad en África Central y grabó imágenes del paraíso natural que se está secando para la exposición "Lago Chad - Espacio vital en transición". También organiza para la alianza internacional de medios (IMA) e. V. eventos mediáticos internacionales.
De 2007 a 2009, Schreiber fue corresponsal del programa árabe de Deutsche Welle en Dubái . Su área de presentación de informes incluía la Península arábiga y el noreste de África. En 2007 produjo un informe sobre el norte de Somalia . Ese mismo año documentó un desastre de refugiados frente a las Comoras . En 2008 informó desde la frontera entre Chad y Sudán sobre el drama de los refugiados allí.
De 2009 a 2011, Schreiber trabajó como asesor de medios para Oriente Medio en el Ministerio Federal de Relaciones Exteriores . Creó pautas internas para el uso de las redes sociales como Facebook o Twitter, inició una serie de proyectos de medios germano-árabes y coordinó proyectos de medios en Alemania durante la Primavera Árabe. Acompañó a numerosos políticos en sus viajes a Oriente Medio, entre ellos la canciller Angela Merkel, el presidente de la Comisión de la UE, José Manuel Barroso, y el exministro federal de Relaciones Exteriores y actual presidente federal, Frank-Walter Steinmeier .
En 2010 apareció su primer libro Ausverkauf Deutschland sobre el papel de los inversores extranjeros en Alemania. En 2015 fue editor del exitoso libro 1000 Whip Lashes, para el que había recopilado los textos borrados del bloguero saudí Raif Badawi. El libro ha sido traducido a numerosos idiomas, incluidos inglés, francés, italiano y holandés.
Schreiber ha estado moderando el programa científico SciTech - Our World of Tomorrow, una contraparte de la revista ProSieben Galileo, en árabe para la emisora egipcia ONTV desde 2011. La cadena produce 24 ediciones al año, la mayoría de los cuales se producen en bloque. Por lo tanto, Schreiber permanece en Egipto durante dos o tres semanas. Alrededor de cuatro millones de egipcios sintonizan el programa con regularidad. El programa también se transmite en Oman TV y Qatar TV .
De 2012 a 2016, Schreiber trabajó como presentador de televisión para varias cadenas de televisión: en Alemania, moderó programas de noticias y reportajes en vivo sobre Oriente Medio y Oriente Medio en n-tv . 2016, recibió el Premio Grimme en la categoría “Información y cultura / Especial” por moderar el programa árabe-alemán Marhaba - Llegada a Alemania. En la serie de varias partes, Schreiber explica los alemanes y la vida local en árabe con subtítulos en alemán. Cada uno de los programas dura unos cinco minutos y proporciona información sobre temas como la Ley Fundamental, la libertad religiosa o el papel de la mujer, pero también información muy práctica sobre la vida en Alemania, como los hábitos alimenticios alemanes, las actividades de ocio o los villancicos. 
En enero de 2017, Constantin Schreiber comenzó a trabajar para  ARD-aktuell, donde modera las ediciones primera y de fin de semana del Tagesschau y la revista nocturna. De marzo de 2017 a diciembre de 2020   también moderó el programa de NDR Zapp - Das Medienmagazin como sucesor de Inka Schneider .  2017 y 2018, Constantin Schreiber informó durante varias semanas como corresponsal de ARD en El Cairo .  En septiembre de 2020 se anunció que él y Julia-Niharika Sen formarán parte del equipo de noticias en el 20-Uhr- Tagesschau a partir de 2021. Leyó su primera edición de las 8 p. m. el 4 de abril. Enero de 2021.
Constantin Schreiber vive con su esposa y sus dos hijos en el barrio del Elba en Hamburgo.

## Compromiso social
Constantin Schreiber lanzó la Fundación Alemana de Tolerancia en 2019. Está involucrada en Alemania Oriental para promover las habilidades mediáticas de los escolares, romper prejuicios y refutar las acusaciones de "prensa mentirosa". Esto incluye el proyecto de diálogo “Meet me!” del portavoz de Tagesschau, junto con periodistas de televisión como Susanne Daubner y Damla Hekimoğlu.

## Publicaciones de libros
En 2017 su libro Inside Islam - Lo que se predica en las mezquitas de Alemania fue publicado por Econ Verlag de Berlín y las series de televisión en moscheereport tagesschau24 .  Para investigar estos dos trabajos, Schreiber visitó casi 20 mezquitas comunes en Alemania con o sin un equipo de cámara y tradujo sus sermones de los viernes. En su libro, Schreiber describe críticamente los agravios en las comunidades islámicas. El libro debutó en el número 1 de la lista de superventas de Spiegel.
En 2019 se publicó su libro Hijos del Corán. Lo que aprenden los estudiantes musulmanes, por lo que dice que ha examinado numerosos libros de texto de Afganistán, Irán, Egipto, Palestina y Turquía. Schreiber acusa a los libros de texto de transmitir clichés de género, nacionalismo excesivo, propaganda política e intolerancia religiosa a los estudiantes, a veces en mensajes ocultos.  Por un lado, el libro y sus análisis fueron discutidos positivamente por Rainer Herrmann, corresponsal de la FAZ en Oriente Medio.  Por otro lado, debido a numerosos puntos de crítica, recibió comentarios extremadamente negativos en la revista de noticias online dis: orient.  El revisor acusa al autor de, entre otras cosas, debilidades metodológicas en la selección y traducción de libros escolares, generalizaciones inexactas de las diferentes sociedades musulmanas en los países de origen y en Europa, así como una ayuda a la argumentación de discursos de extrema derecha. . El libro alcanzó el número 5 en la lista de superventas de Spiegel.
En 2021 se publicó la novela de ficción de Schreiber, El candidato. A principios del siglo XX, una mujer musulmana está a punto de ser elegida canciller alemana.

## Moderador de televisión

### Moderaciones actuales
| Empezado | transmisión                                                                                |
| 2012     | Scitech, nuestro mundo de mañana (OnTV Egypt)                                              |
| 2017     | Noticias de Tagesschau ( tagesschau24 )                                                    |
| 2017     | Tagesschau ( ARD / ARD-aktuell, ponente, desde 2021 también edición principal en 20 Reloj) |
| 2017     | Revista nocturna (corriente ARD / ARD)                                                     |
| 2017     | El informe de la mezquita                                                                  |
| 2017     | Weltbilder (televisión NDR, representante)                                                 |

### Moderaciones únicas / anteriores
| Empezado | Salida | transmisión                         |
| 2012     | 2014   | Hotspot (Qatar TV)                  |
| 2012     | 2016   | noticias de n-tv                    |
| 2015     | 2016   | Marhaba, llegando a Alemania (n-tv) |
| 2016     | 2016   | Empleado en el lugar (n-tv)         |
| 2017     | 2020   | Zapp (televisión NDR)               |
| 2018     | 2018   | Weltspiegel Extra (Das Erste)       |

## Premios
- 2016: Premio Grimme en la categoría Información / Cultura por la moderación de Marhaba - Llegada a Alemania
- 2016: Premio a las innovaciones en programas cross-media.

## Publicaciones
- Venta Alemania. Cómo los inversores extranjeros se están apoderando de nuestro país. Econ, Berlín 2010, ISBN 978-3-430-20095-0 .
- como editor: 1000 latigazos. Porque digo lo que pienso. Ullstein Buchverlag, 2015, ISBN 978-3-550-08120-0 .
- ¡Marhaba, refugiada! En diálogo con refugiados árabes. Hoffmann y Campe, Hamburgo 2016, ISBN 978-3-455-50411-8 .
- Dentro del Islam. Lo que se predica en las mezquitas de Alemania. Econ, Berlín 2017, ISBN 978-3-430-20218-3 .
- Hijos del Corán. Lo que aprenden los estudiantes musulmanes . Econ, Berlín 2019, ISBN 978-3-430-20250-3 .
- como editor: Bushra al-Maktari - ¿Qué dejaste atrás? Voces de la guerra olvidada en Yemen. Econ Verlag, Berlín 2020, ISBN 978-3-430-21026-3 .
- El candidato . Hoffmann y Campe, Hamburgo 2021, ISBN 978-3455010640